# Iracema Vale
Iracema Cristina Vale Lima (São Luís, 18 de junho de 1968) é uma enfermeira, servidora pública e política brasileira, filiada ao Partido Socialista Brasileiro (PSB). Atualmente é deputada estadual pelo Maranhão.

## Carreira política
Em 2000, foi eleita vereadora em Urbano Santos, com 256 votos, tendo sido reeleita em 2004 com 887 votos.
Em 2008, concorreu ao cargo de prefeita de Urbano Santos, ficando em 2º lugar, com 3.061 votos (24,59%).
Em 2012, foi eleita prefeita do munícipio com 8.754 votos (62,26%), tendo sido reeleita com 8.780 votos (54,41%) em 2016.
Em 2022, foi eleita deputada estadual do Maranhão com 104.729 votos, a mais votada para o cargo na história do estado.
Em 2023, foi eleita presidente da Assembleia Legislativa do Maranhão, sendo a primeira mulher a ocupar o cargo. 
É casada com Herlon Costa, ex-prefeito de Belágua, com quem tem dois filhos, entre eles Vinícius Vale, prefeito de Barreirinhas.